# トーマス・ライト

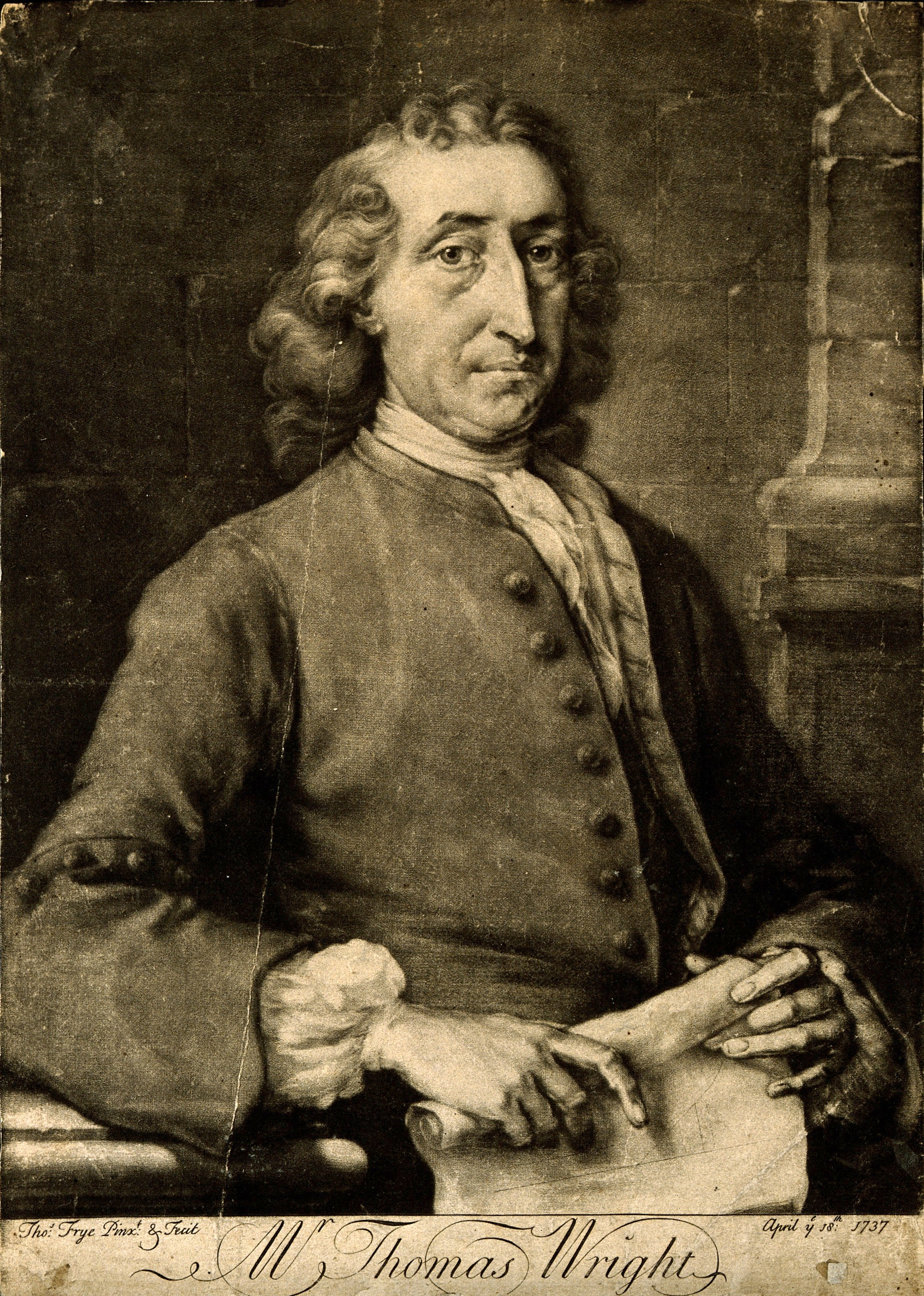
Thomas Wright

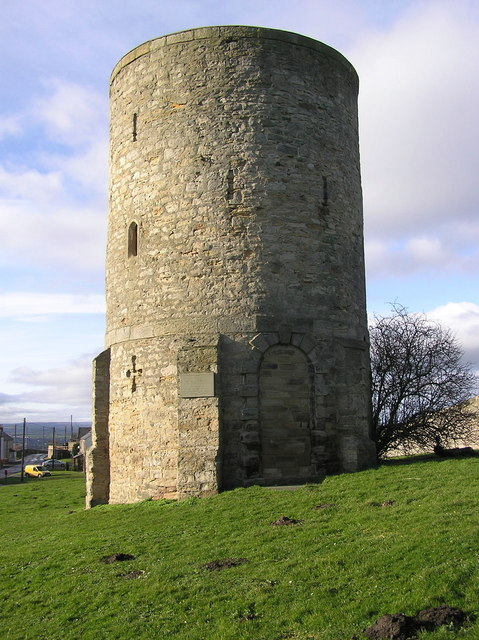
Wright's Observatory/Folly at Westerton

トーマス・ライト（Thomas Wright、1711年 - 1786年）は、イギリスのアマチュア天文学者・数学者・計測器具製作者・建築家・造園デザイナー。
1750年に出版した『宇宙の新理論 新仮説』(An original theory or new hypothesis of the universe)で、天の川が、恒星の密度の高い平面の部分を見ているということを述べた。星雲にも興味を持ち、別の銀河の存在を示唆した。この書は、後に星雲論を唱えるイマヌエル・カントに影響を与えたとされる。

## 略歴
バイアーズ・グリーンに生まれた。1730年からサンダーランドに学校を開き数学と航海術を教え、計測器具を販売した。海軍の有力者の知己を得てロンドンで、有力者の家の家庭教師や建築、造園の設計者として働いた。後に故郷に戻り、ウェスタートンに小さい天文観測所を建設した。

## 著作
- An original theory or new hypothesis of the universe. 1750.